# Irina Saratovtseva
Irina Saratovtseva (Almati, 23 de juliol de 1989) és una portera de futbol kazakh que actualment juga al club de futbol femení rus ŽFK Zvezda 2005 Perm, a Rússia.
Saratovtseva va encetar la seva carrera quan tenia 13 anys, al Kazakhistan, en els clubs Akku Astana i a l'Alma KTZ. Va debutar en la Lliga de Campions Femenina de la UEFA el 2008 amb aquest mateix equip. Mentre en formava part, va ser la campiona del Kazakhstan quatre vegades. El 2009, la va fitxar el Zvezda Perm rus com a substituta de Nadezhda Baranova, amb la qual cosa va fer-se subcampiona d'Europa. També jugava en la selecció femenina nacional.
Així doncs, el 2010, havent-la fitxat 6 mesos abans l'Sporting Club de Huelva, va abandonar-lo en ple mercat d'hivern. En un comunicat posterior, el club va declarar que el seu rendiment havia estat decebedor i que no havia acomplert les expectatives inicials.
Aleshores Saratovsteva va retornar a Rússia, i el 2011 Futbol'nyj Klub Ėnergija Voronež va tornar-se el seu equip. La tardor de l'any següent, va jugar per al Club Alfa Rus de Primera Lliga. Actualment, i d'ençà del 2013, viu la seva segona etapa al ŽFK Zvezda 2005 Perm.